# James Harris, I conte di Malmesbury
James Harris, I conte di Malmesbury (Salisbury, 21 aprile 1746 – Salisbury, 21 novembre 1820), è stato un diplomatico inglese.

## Biografia
Era il figlio di James Harris, un parlamentare e l'autore di Hermes, e di sua moglie, Elizabeth Clarke di Sandford. Studiò a Winchester, Oxford e Leiden.

## Carriera militare
Fu deputato per Christchurch (1770-1774 e 1780-1788). Ha ricoperto la carica di luogotenente di Hampshire (1807-1830).

## Carriera diplomatica

### Spagna (1768-1771)
Harris arrivò in Spagna nel dicembre 1768 e divenne segretario dell'ambasciata britannica a Madrid. Questo intervallo gli diede una occasione nella quale scoprì l'intenzione della Spagna di attaccare le Isole Falkland. Come premio è stato nominato ministro ad interim a Madrid.

### Berlino (1772-1776)
Nel gennaio 1772 Harris è stato nominato inviato straordinario a Berlino. Nel giro di un mese del suo arrivo è diventato il primo diplomatico a sentire la spartizione della Polonia da parte di Federico il Grande, con la collaborazione della Russia.

### San Pietroburgo (1777-1783)
Nell'autunno del 1777, Harris si recò in Russia, dove ricoprì la carica di inviato, carica che mantenne fino al 1783. Nel 1782 ritornò a casa a causa dei suoi problemi di salute, ed è stato nominato dal suo amico, Charles James Fox, ministro a L'Aia.

### L'Aia (1784-1788)
Fece un ottimo lavoro riguardante le politiche di William Pitt il Giovane nel mantenere l'influenza dell'Inghilterra sul continente dalla parte dei suoi alleati. In riconoscimento dei suoi servizi è stato creato barone Malmesbury.

## Matrimonio
Sposò, il 28 luglio 1777, Harriet Mary Amyand (1761-20 agosto 1830), figlia di Sir George Amyand e Anne Mary Korteen. Ebbero quattro figli:
- James Harris, II conte di Malmesbury (19 agosto 1778-10 settembre 1841);
- Lady Frances Harris (?-1º novembre 1847), sposò Sir Galbraith Lowry Cole, ebbe discendenza;
- Lady Catherine Harris (?-1855), sposò Sir John Bell, non ebbero figli:
- reverendo Thomas Alfred Harris (24 marzo 1782-15 dicembre 1823), sposò Mary Markham, ebbero tre figli.

## Morte
Dopo il 1797, divenne parzialmente sordo, e terminò la sua carriera diplomazia del tutto, e nel 1800 creato conte di Malmesbury e visconte Fitzharris.

## Ascendenza
|                                     |                |                                                | Genitori                                      |  |  | Nonni |  |  | Bisnonni      |  |  | Trisnonni    |  |
|                                     |                |                                                |                                               |  |  |       |  |  | Thomas Harris |  |  | James Harris |  |
|                                     |                |                                                |                                               |  |  |       |  |  | Thomas Harris |  |  | James Harris |  |
|                                     |                | Gertrude Tounson                               |                                               |  |  |       |  |  | Thomas Harris |  |  |              |  |
| James Harris                        |                |                                                |                                               |  |  |       |  |  | Thomas Harris |  |  |              |  |
|                                     |                | Joan Wyndham                                   | Wadham Wyndham                                |  |  |       |  |  |               |  |  |              |  |
|                                     |                | Joan Wyndham                                   | Wadham Wyndham                                |  |  |       |  |  |               |  |  |              |  |
|                                     |                | Joan Wyndham                                   | Barbara Clarke                                |  |  |       |  |  |               |  |  |              |  |
| James Harris                        |                | Joan Wyndham                                   |                                               |  |  |       |  |  |               |  |  |              |  |
|                                     |                | Anthony Ashley-Cooper, II conte di Shaftesbury | Anthony Ashley-Cooper, I conte di Shaftesbury |  |  |       |  |  |               |  |  |              |  |
|                                     |                | Anthony Ashley-Cooper, II conte di Shaftesbury | Anthony Ashley-Cooper, I conte di Shaftesbury |  |  |       |  |  |               |  |  |              |  |
|                                     |                | Anthony Ashley-Cooper, II conte di Shaftesbury | Frances Cecil                                 |  |  |       |  |  |               |  |  |              |  |
| Elizabeth Ashley-Cooper             |                | Anthony Ashley-Cooper, II conte di Shaftesbury |                                               |  |  |       |  |  |               |  |  |              |  |
|                                     |                | Dorothy Manners                                | John Manners, VIII conte di Rutland           |  |  |       |  |  |               |  |  |              |  |
|                                     |                | Dorothy Manners                                | John Manners, VIII conte di Rutland           |  |  |       |  |  |               |  |  |              |  |
|                                     |                | Dorothy Manners                                | Frances Montagu                               |  |  |       |  |  |               |  |  |              |  |
| James Harris, I conte di Malmesbury |                | Dorothy Manners                                |                                               |  |  |       |  |  |               |  |  |              |  |
|                                     | William Clarke | …                                              |                                               |  |  |       |  |  |               |  |  |              |  |
|                                     | William Clarke | …                                              |                                               |  |  |       |  |  |               |  |  |              |  |
|                                     | William Clarke | …                                              |                                               |  |  |       |  |  |               |  |  |              |  |
| John Clarke                         | William Clarke |                                                |                                               |  |  |       |  |  |               |  |  |              |  |
|                                     |                | Elizabeth Bowles                               | John Bowles                                   |  |  |       |  |  |               |  |  |              |  |
|                                     |                | Elizabeth Bowles                               | John Bowles                                   |  |  |       |  |  |               |  |  |              |  |
|                                     |                | Elizabeth Bowles                               | …                                             |  |  |       |  |  |               |  |  |              |  |
| Elizabeth Clarke                    |                | Elizabeth Bowles                               |                                               |  |  |       |  |  |               |  |  |              |  |
|                                     |                | John Bowles                                    | William Bowles                                |  |  |       |  |  |               |  |  |              |  |
|                                     |                | John Bowles                                    | William Bowles                                |  |  |       |  |  |               |  |  |              |  |
|                                     |                | John Bowles                                    | Ann Davies                                    |  |  |       |  |  |               |  |  |              |  |
| Catherine Bowles                    |                | John Bowles                                    |                                               |  |  |       |  |  |               |  |  |              |  |
|                                     |                | Katherine Joyliffe                             | George Joyliffe                               |  |  |       |  |  |               |  |  |              |  |
|                                     |                | Katherine Joyliffe                             | George Joyliffe                               |  |  |       |  |  |               |  |  |              |  |
|                                     |                | Katherine Joyliffe                             | …                                             |  |  |       |  |  |               |  |  |              |  |
|                                     |                | Katherine Joyliffe                             |                                               |  |  |       |  |  |               |  |  |              |  |